# スコット空軍基地
スコット空軍基地（スコットくうぐんきち、英語: Scott Air Force Base）は、イリノイ州のベルビル近郊にあるアメリカ空軍の基地である。軍民共用でありミッドアメリカ・セントルイス空港（英語: MidAmerica St. Louis Airport）としても利用されている。
アメリカ軍の兵站および輸送部隊を統括するアメリカ輸送軍司令部、アメリカ空軍の輸送機等を統括する航空機動軍団司令部が所在している。

## 概要
アメリカ空軍の中枢基地の一つであり、アメリカ輸送軍を始めとして複数の部隊司令部が所在している。基地自体は第一次世界大戦中の1917年に飛行機事故で死亡したフランク・S・スコットにちなんで命名・設立された。1930年代後半より基地の大幅拡充が行なわれ、1941年には約160の建物を有していた。第二次世界大戦中には無線従事者の訓練施設としても使用された。

## 主要所在部隊
- アメリカ輸送軍：司令部
- 航空機動軍団：司令部
- 第18空軍：司令部
- 第375空輸航空団（英語版）
- 空軍通信局
- 第932空輸航空団（英語版）：空軍予備役軍団
- 第126空中給油航空団：イリノイ空軍州兵